# Ctenichneumon
Ctenichneumon is een geslacht van insecten uit de orde van de vliesvleugeligen (Hymenoptera) en de familie Ichneumonidae.

## Soorten
- C. albomaculatus (Uchida, 1956)
- C. angustus (Berthoumieu, 1892)
- C. apakensis Uchida, 1940
- C. aterrimus (Tischbein, 1879)
- C. caeruleops Heinrich, 1961
- C. canariensis (Berthoumieu, 1903)
- C. castigator (Fabricius, 1793)
- C. circulator (Thomson, 1894)
- C. coelestis Heinrich, 1965
- C. columbianus Heinrich, 1961
- C. coracinus (Berthoumieu, 1894)
- C. cyaneus (Uchida, 1956)
- C. devylderi (Holmgren, 1871)
- C. dirus (Mocsary, 1886)
- C. divinus Heinrich, 1965
- C. divisorius (Gravenhorst, 1820)
- C. edictorius (Linnaeus, 1758)
- C. excultus (Cresson, 1867)
- C. flaviperfundatus Heinrich, 1965
- C. funereus (Geoffroy, 1785)
- C. gracilior Heinrich, 1961
- C. gracilis (Brischke, 1878)
- C. hermaphroditus (Taschenberg, 1870)
- C. heteropus Heinrich, 1961
- C. holomelas Heinrich, 1961
- C. infuscatus (Berthoumieu, 1894)
- C. inspector (Wesmael, 1845)
- C. kamegamoriensis Uchida, 1935
- C. kriechbaumeri (Mocsary, 1878)
- C. lethifer (Mocsary, 1878)
- C. lissonotus (Holmgren, 1871)
- C. luteipes (Habermehl, 1917)
- C. melanocastanus (Gravenhorst, 1820)
- C. messorius (Gravenhorst, 1820)
- C. minor Heinrich, 1961
- C. moestus (Mocsary, 1886)
- C. nitens (Christ, 1791)
- C. panzeri (Wesmael, 1845)
- C. phragmitecolator Bauer, 2001
- C. praelatus (Haliday, 1836)
- C. properatus (Morley, 1915)
- C. punctiscuta Heinrich, 1961
- C. repentinus (Gravenhorst, 1820)
- C. rothneyi (Cameron, 1897)
- C. rufibasis Heinrich, 1961
- C. ruidosensis (Cockerell, 1898)
- C. scutellaris (Pic, 1899)
- C. semicaeruleus (Cresson, 1867)
- C. seoulensis Kim, 1955
- C. syphax (Cresson, 1864)
- C. tappanus Uchida, 1926
- C. tauricus (Kriechbaumer, 1888)
- C. townesi Heinrich, 1961
- C. tristator (Habermehl, 1920)
- C. ultus (Cresson, 1867)
- C. victoriae Heinrich, 1965